# László Deák
László Deák von Szentimre (Eger, 1 juli 1891 - Žabalj, 5 november 1946) was een Hongaars officier. Deák was WA-Oberführer der SS tijdens de Tweede Wereldoorlog. Hij was een van de commandanten die betrokken was bij het Bloedbad van Novi Sad, en werd hiervoor veroordeeld voor oorlogsmisdrijven.

## Leven
Op 1 juli 1891 werd László Deák geboren in Eger toen een onderdeel van het Oostenrijks-Hongaarse Rijk.
Van 1906 tot 1909 zat Deák op de infanterieschool in Ödenburg. In 1912 ging hij naar de Ludovika-academie, en studeerde af als Hadnagy  (tweede luitenant). Hij kwam in het onderdeel Honvéd, en werd als Hadnagy geplaatst in het Landwehr Infanterie-Regiment Pécsers Nr 19.

### Eerste Wereldoorlog
Op 1 november 1914 werd Deák bevorderd tot Főhadnagy  (eerste luitenant). Hij nam met het Oostenrijks-Hongaars leger deel aan de Eerste Wereldoorlog. Net na de oorlog, op 15 oktober 1918 trouwde hij met Magdalena Trimborn. Het echtpaar kreeg een zoon en dochter.

### Interbellum
Na de Eerste Wereldoorlog werd Deák benoemd tot commandant van het Infanterie-Regiment Janos Hunydai, en werd op 1 mei 1934 bevorderd tot Alezredes  (luitenant-kolonel). Enige jaren later volgde zijn bevordering tot Ezredes  (kolonel). Hierna werd hij gecommandeerd naar het 19. könnyűhadosztály (vrije vertaling: 19e Lichte Divisie) in het 5e Legerkorps.

### Tweede Wereldoorlog
Van 4 januari 1942 tot 29 januari 1942 nam Deák deel aan het Bloedbad van Novi Sad. In augustus 1942 ging hij samen met Ferenc Feketehalmy-Czeydner na protesten met pensioen, maar bleef ongestraft. Op 1 april 1943 werd hij uit de actieve dienst ontslagen. Hij moest op 14 december 1943 samen met veertien andere officieren voor de krijgsraad verschijnen, en werd van oorlogsmisdrijven beschuldigd. Deák vluchtte met József Grassy en Ferenc Feketehalmy-Czeydner op 15 januari 1944 naar Nazi-Duitsland, en sloot zich in februari 1944 aan bij de Waffen-SS. Hij werd ingeschaald als WA-SS-Standartenführer der SS (kolonel) en werd in Batschka ingezet. Van 15 augustus 1944 tot 3 november 1944 gaf hij leiding aan de Kampfgruppe Deák in Vojvodina. Hij werd naar de Schulungburg Hirschberg gecommandeerd. Op 15 november 1944 werd Deák benoemd tot commandant van het Waffen-Grenadier-Regiment der SS 61. Aan het einde van de oorlog werd hij nog benoemd tot stafchef van het XVII SS Korps.
Op 3 mei 1945 werd Deák krijgsgevangen genomen door de Amerikanen bij Burghausen.

## Na de oorlog
In januari 1946 werd hij uitgeleverd aan Joegoslavië. Op 31 oktober 1946 werd Deák wegens moord op 5000 Serviërs en Joden tot de doodstraf veroordeeld. Samen met Ferenc Szombathelyi, József Grassy werd hij op 5 november 1946 opgehangen in Žabalj.

## Carrière
Deák bekleedde verschillende rangen in zowel de Oostenrijks-Hongaars leger als Waffen-SS. De volgende tabel laat zien dat de bevorderingen niet synchroon liepen.
| Datum                           | Oostenrijks-Hongaars leger   | Koninklijk Hongaars Leger     | Waffen-SS                     |
| ------------------------------- | ---------------------------- | ----------------------------- | ----------------------------- |
| 18 augustus 1912                | Hadnagy (Tweede luitenant)   | —                             | —                             |
| 1 augustus 1914                 | Főhadnagy (Eerste luitenant) | —                             | —                             |
| 1 november 1917                 | Százados (Kapitein)          | —                             | —                             |
|                                 | —                            | Õrnagy (Majoor)               | —                             |
| 1 mei 1934                      | —                            | Alezredes (Luitenant-kolonel) | —                             |
| 1 mei 1939                      | —                            | Ezredes (Kolonel)             | —                             |
| 2 februari 1944                 | —                            | —                             | WA-SS-Standartenführer der SS |
| November 1944 - 9 november 1945 | —                            | —                             | WA-SS-Oberführer der SS       |
| 1945                            | —                            | Vezérörnagy (Generaal-majoor) | —                             |

- Opmerking rang: László Deák, was een voormalige officier van het Hongaarse leger. Hij was geen lid van de Allgemeine-SS, want die bestond niet in Hongarije. De Reichsführer Heinrich Himmler had hem een enigszins afwijkende militaire rang gegeven. Door de toevoeging van WA voor de rang. De buitenlandse vrijwilligers werden ook niet in de Dienstalterslisten der SS opgetekend, en kregen ook geen SS-nummer[8].

## Onderscheidingen
Selectie:
- Orde van de IJzeren Kroon (Oostenrijk), 3e Klasse met Oorlogsdecoratie en Zwaarden[1]
- Ridderkruis in de Orde van Verdienste (Hongarije)[1]
- Vitézi Rend[1] op 10 september 1944[9]
- Signum Laudis in zilver[1]
- Karel-Troepen-Kruis[1]